# Reinald II. Brederodski
Reinald II. Brederodski ( Santpoort, 1415 – Vianen, 16. oktober 1473 ) je bil gospodar Vianena, Ameide, Lexmonda, Heien Boeicopa, Meerkerka, Tienhovna, Twaalfhovna, vikont Utrechta in vitez reda zlatega runa.

## Biografija
Bil je sin Walravena I. Brederodskega in Johane Vianenske. Njegov oče je umrl, ko je bil še otrok. Njegov stric Viljem Brederodski je deloval kot njegov skrbnik, dokler ni bil uradno imenovan za gospoda leta 1438, ko je postal polnoleten. Brederodski se prvič omenja leta 1440 v zvezi s prenosom posesti v Gooi. Naslednje leto sta z bratom Gijsbrehtom prodala del gospoščine Gennep. Leta 1453 je skupaj z bratom Gijsbrehtom prispeval k podreditvi prebivalcev Genta Filipu Dobremu.
Leta 1445 se je pridružil redu zlatega runa in bil imenovan tudi za vikonta Utrechta. Reinald (II.) je priskočil na pomoč svojemu bratu Gijsbrehtu v njegovem škofovskem sporu z Davidom Burgundskim, kar pa se je sprevrglo v utrechtsko vojno 1456–58. David Burgundski je dvanajst let kasneje Reinalda in njegovega brata ujel in ju mučil. Karel Drzni mu je vrnil svobodo, a Reinald si nikoli več ni opomogel.
Reinald se je okoli leta 1440 poročil z Elizabeto ali Lijsbeth Willems. Ta poroka je rodila veliko otrok, vendar ta poroka nikoli ni veljala za pravno veljavno, zaradi česar so bili otroci obravnavani kot nezakonski. Okoli leta 1458 je Reinald sklenil drugi zakon z Yolando Lalainško (ok. 1422-1497), hčerko Viljema Lalainškega in Johane Créquyske, gospe iz Bignicourta.

## Otroci
Otroci z Elizabeto Willems:
- Walraven Brederodski ± 1440-?
- Reinier Brederodski ± 1444-± 1481
- Henrik Brederodski ± 1447-?
- Johan Brederodski ± 1450-?
- Johan Brederodski ± 1452-?
- Johana Brederodska ± 1455-?
- Joost Brederodski ± 1457-?

Otroci z Yolando Lalainško:
- Josina Brederodska ± 1458-?
- Johana Brederodska ± 1459-?
- Walravina Brederodska ± 1460-± 1500
- Ana Brederodska ± 1461-?
- Walraven II. Brederodski 1462-1531, naslednik
- Frans Brederodski 1465-± 1490, znan po francoski vojni Jonker.
- Yolanda Brederodska ± 1467-?